# St. Hedwig und Adelheid

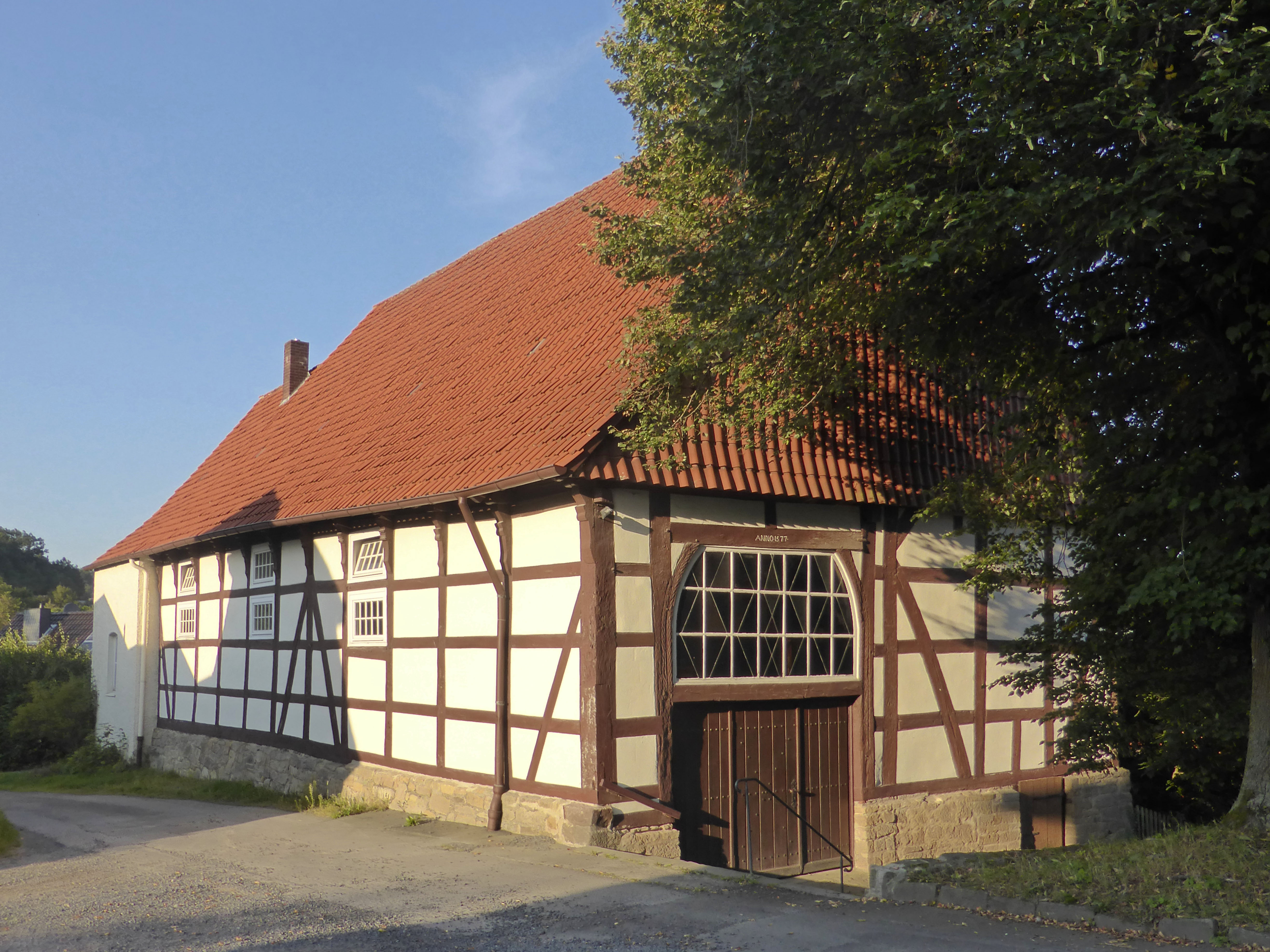
Ansicht von Südwesten mit Haupteingang

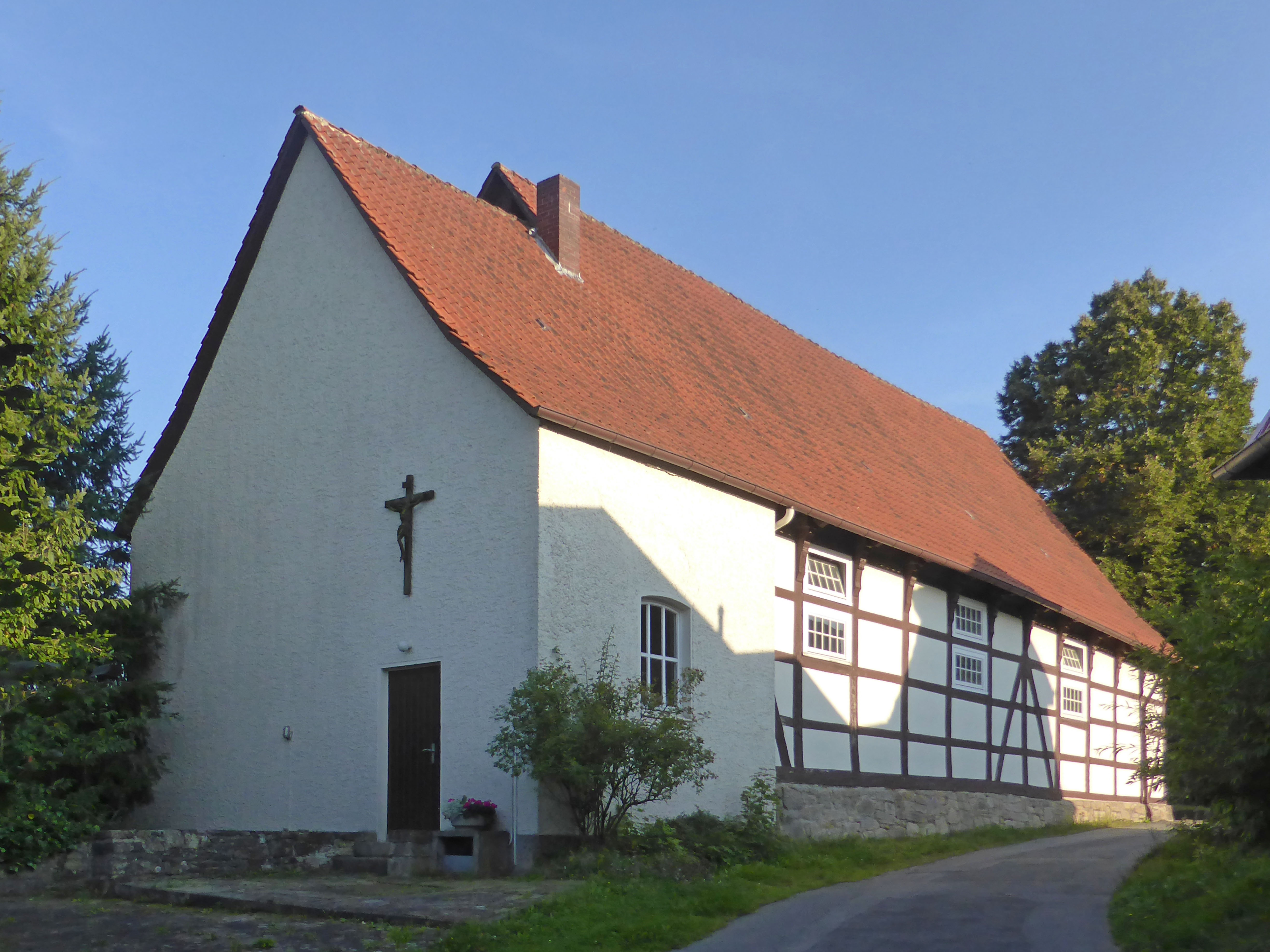
Ansicht von Nordwesten mit Altarraum

Die Kirche Sankt Hedwig und Adelheid ist die römisch-katholische Kirche in Adelebsen, einem Flecken im Landkreis Göttingen in Niedersachsen. Die nach den heiligen Hedwig von Andechs und Adelheid von Burgund benannte Kirche gehört zur Pfarrei St. Godehard mit Sitz in der Weststadt von Göttingen, im Dekanat Göttingen des Bistums Hildesheim.

## Geschichte

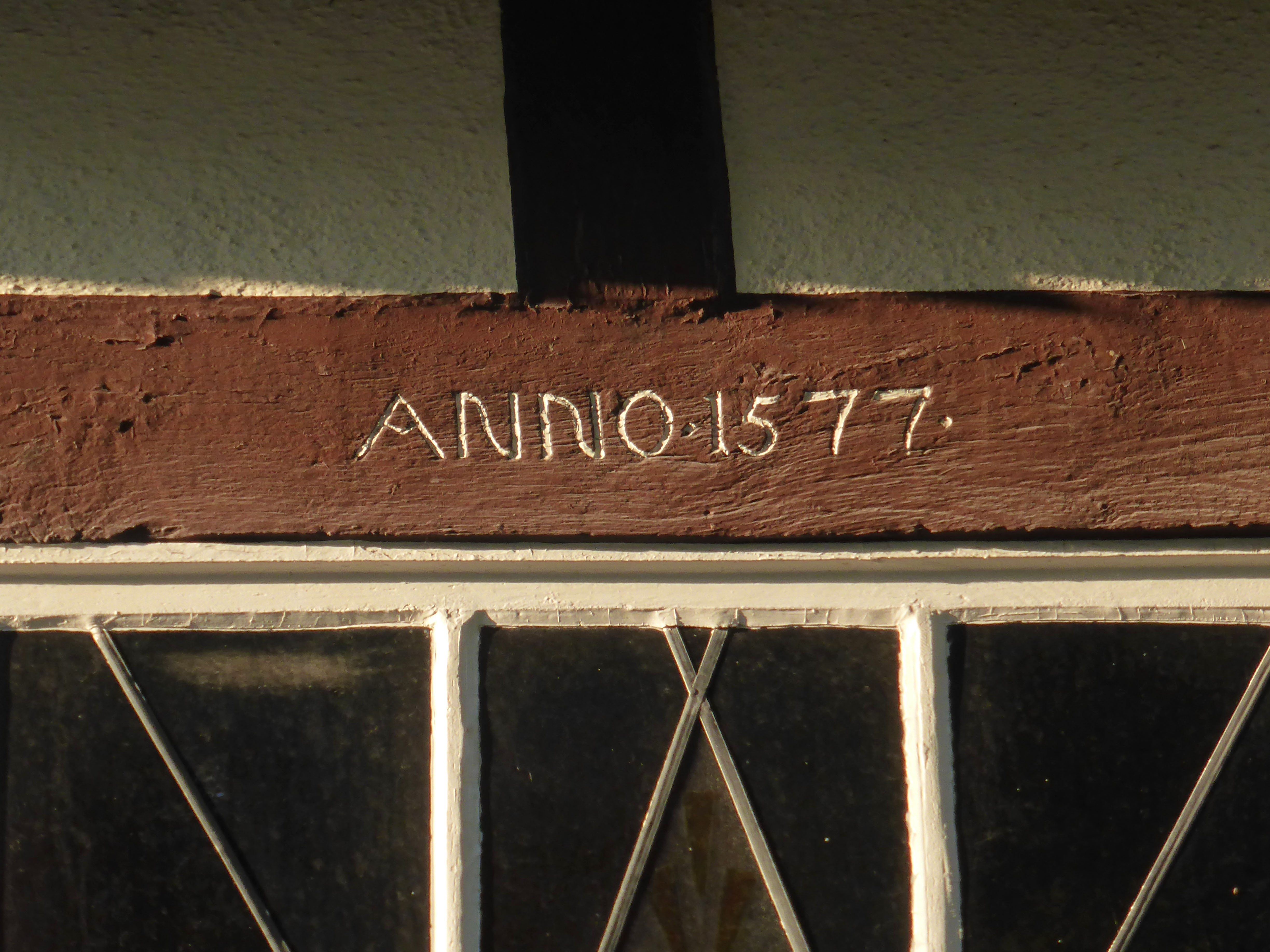
Jahresangabe an der Kirche

Im 16. Jahrhundert wurde Adelebsen und seine Kirche durch die Reformation protestantisch.
Im Zuge der Flucht und Vertreibung Deutscher aus Mittel- und Osteuropa 1945–1950 kam eine große Anzahl Katholiken, vor allem aus Schlesien, nach Adelebsen. 1947 kam Vikar Franz Ziegler nach Adelebsen, das damals zur Pfarrei Göttingen gehörte, und begann mit dem Aufbau einer eigenen Kirchengemeinde. Die römisch-katholischen Gottesdienste fanden zunächst in der evangelischen Kirche von Adelebsen statt.
1949 verpachtete Baron Georg von Adelebsen (* 24. November 1873; † 1. Dezember 1957), Sohn von Reinhard von Adelebsen, dem Bistum Hildesheim die zum Schloss Adelebsen gehörige Zehntscheune zur Errichtung einer römisch-katholischen Kirche. Die Zehntscheune ist ein Fachwerkgebäude aus dem Jahre 1577, in dem früher der Zehnte gesammelt und eingelagert wurde.
Die ehemalige, baufällige Scheune wurde zu einer Kirche umgebaut und um einen Altarraum erweitert. Das äußere Bild der Scheune musste dabei erhalten bleiben, da das Gebäude schon damals unter Denkmalschutz stand. Am 18. Juni 1950 erfolgte die Konsekration der Kirche durch Bischof Joseph Godehard Machens. Zu dieser Zeit wohnten rund 1300 Katholiken in Adelebsen und sieben umliegenden Ortschaften, vor dem Zweiten Weltkrieg waren es nur rund 60.
Die Kirche wurde nach Hedwig von Andechs, der Schutzpatronin von Schlesien, der ehemaligen Heimat vieler Gemeindemitglieder, benannt. Das zweite Patrozinium, Adelheid von Burgund, erinnert an Adelheid Wolff Metternich zur Gracht geb. von Adelebsen (1898–1987), die älteste Tochter von Georg von Adelebsen, dem Eigentümer des Gebäudes. 
1998 wurde eine Seelsorgeeinheit errichtet, welche die Kirchengemeinden St. Hedwig und Adelheid in Adelebsen und St. Marien in Dransfeld sowie die Göttinger Kirchengemeinden St. Godehard und St. Heinrich und Kunigunde umfasste. Am 1. Juni 2003 erfolgte die Umbenennung der Kuratiegemeinde Adelebsen von St. Hedwig in St. Hedwig und Adelheid. Zum 1. September 2008 fusionierte die Seelsorgeeinheit zur Pfarrei St. Godehard (Göttingen). Im Jahre 2015 bekam die Kirche ihre heutige Orgel.

## Ausstattung
Das Hängekreuz und der Tabernakel sind Werke des Goldschmiedes Wilhelm Polders aus Kevelaer aus den 1950er Jahren.
Auf dem Hängekreuz sind Jesus Christus und die Symbole der vier Evangelisten dargestellt: Der Mensch (hier Engel) für Matthäus, der Stier für Lukas, der Löwe für Markus und der Adler für Johannes.
Die beiden Emaillebilder am Tabernakel zeigen Adam und Eva unter dem Baum des Lebens, sowie Maria Magdalena unter dem Kreuz.
Zur Ausstattung der Kirche gehören ferner ein Kreuzweg, eine hölzerne Marienstatue sowie eine Batikarbeit mit Darstellung der heiligen Hedwig. Der Kreuzweg und die Batikarbeit stammen aus der Abtei Herstelle. Auch eine Darstellung der heiligen Kaiserin Adelheid ist in der Kirche zu finden.
Die Elektronische Orgel, eine Gloria Klassik 2.26 von G. Kisselbach aus Baunatal, kann von einem Organisten gespielt werden, verfügt aber auch über eine Selbstspieleinrichtung.